# Aleksandr Il'ič Rodimcev
Aleksandr Il'ič Rodimcev (in russo Алекса́ндр Ильи́ч Роди́мцев?; Šarlyk, 8 marzo 1905 – Mosca, 13 aprile 1977) è stato un generale sovietico, comandante della famosa 13ª divisione della Guardia dell'Armata Rossa durante la battaglia di Stalingrado.
Venne premiato per due volte (1937 e 1945) con il titolo di eroe dell'Unione Sovietica (massima onorificenza al valore del paese).

## Carriera

### In Spagna
Aleksandr Rodimcev, dopo essere entrato nell'Armata Rossa negli anni venti, divenne celebre per la prima volta per la sua partecipazione alla Guerra civile spagnola (dal 1935 al 1937) come consigliere militare del governo repubblicano; noto con il suo nome di battaglia Pablito, fece mostra di energia e capacità durante i numerosi e sanguinosi scontri di quel brutale conflitto, soprattutto durante la difesa di Madrid e le battaglie di Guadalajara e di Brunete. Come consigliere del famoso generale repubblicano Enrique Líster, svolse un ruolo importante per consolidare la resistenza contro le truppe franchiste. Nel 1937 avrebbe ottenuto per questi meriti la prima onorificenza di Eroe dell'Unione Sovietica.

### Stalingrado
Durante la seconda guerra mondiale, Rodimcev divenne comandante della eccellente 13.divisione della Guardia, con la quale prese parte a tutte le fasi più dure e drammatiche dei furiosi e interminabili combattimenti urbani all'interno della città di Stalingrado. Il 13 settembre 1942, la divisione (guidata personalmente dal generale) attraversò durante la notte (in una atmosfera caotica e disperata) il Volga e si impegnò immediatamente nei combattimenti nella zona degli approdi dei traghetti sul fiume (riuscendo a respingere il nemico); e quindi prese parte nei giorni successivi alla selvaggia battaglia per la Mamaev Kurgan (il tumulo sepolcrale che dominava la città). Furono giornate tragiche in cui gli uomini di Rodimcev dimostrarono grande coraggio e tenacia riuscendo a contenere la pressione tedesca verso il fiume e a salvare (almeno momentaneamente) il Kurgan. Le perdite furono altissime e la divisione, decimata, si ridusse in una stretta testa di ponte, spalle al fiume, in cui si batté per quasi due mesi, organizzando capisaldi e postazioni fortificate difese aspramente fino all'ultimo uomo.
Rodimcev e la sua divisione, durante la battaglia, divennero celebri e quasi esaltati dalla propaganda sovietica (suscitando a volte l'invidia degli altri reparti, ugualmente valorosi, e dello stesso comandante in capo della 62.Armata, Cujkov). Certamente la divisione e il suo comandante si batterono con valore e ostinazione mirabili, ma tuttavia anche altri reparti e comandati mostrarono uguale tenacia e furono altrettanto decisivi per la resistenza sovietica. Tra i combattenti della 13.divisione della Guardia era il famoso sergente Jakov Fedotovič Pavlov che organizzò, con l'aiuto di un pugno di soldati, la sua leggendaria difesa del caposaldo che portava il suo nome (la casa di Pavlov) per ben 57 giorni.
Comunque, fino alla fine la 13.divisione della Guardia, posizionata sulla riva del fiume, nella zona dei traghetti, rimase il nucleo più consistente (era scesa a novembre a 1300 uomini dai 10.000 con cui era entrata in combattimento) e combattivo della precaria testa di ponte sovietica.
Rodimcev guidò i suoi uomini con grande energia e sprezzo del pericolo; sempre in prima linea, galvanizzò le truppe e seppe organizzare una ostinata difesa su tutte le posizioni, sferrando spesso aspri contrattacchi per intralciare e infastidire continuamente i reparti tedeschi.

### Dopo Stalingrado
Dopo la vittoriosa difesa di Stalingrado, Rodimcev, esaltato dalla propaganda come archetipo del duro e indomabile combattente sovietico, passò al comando del 32.Corpo di fucilieri della Guardia (inquadrato nella 5. Armata della Guardia - la vecchia 66. Armata di Stalingrado) che comprendeva anche la sua vecchia divisione. Il generale si sarebbe battuto ancora con valore durante le vittoriose campagne del 1943-1945, in particolare a Kursk, a Kharkov, durante l'Operazione Bagration e l'invasione finale della Germania (inquadrato nel 1° Fronte Ucraino del Maresciallo Konev).
Alla fine della guerra Aleksandr Rodimcev avrebbe ottenuto una seconda volta il titolo di Eroe dell'Unione Sovietica soprattutto per i servigi resi durante la sanguinosa epopea di Stalingrado.